# Iglesia y palacio del Temple (Valencia)
La iglesia y palacio del Temple de Valencia situados en la plaza del Temple número 2 de Valencia (España), es un conjunto formado por el convento, colegio e iglesia de la Orden de Montesa, conocido popularmente como el Temple por haber pertenecido antes a la Orden Templaria. 

## Historia
El palacio actual fue construido entre 1761 y 1770 por orden de Carlos III, en estilo neoclasicista después de que un terremoto asolara el anterior monasterio. Directamente vinculado a la corte, su estilo es de un neoclasicismo muy italiano, en el que el arquitecto Miguel Fernández (1726-1786) siguió las enseñanzas de su maestro Francesco Sabatini. 
La fachada del convento es de una gran sobriedad, con frontones triangulares sobre las ventanas del piso principal pero sin columnas ni pilastras, y la misma sensación de robustez ofrece el patio interior, con arcadas de piedra en la parte inferior y balcones en los dos piso superiores.
La iglesia, situada en el costado oeste del edificio, es de tres naves, con capillas laterales y cúpula sobre el crucero. La fachada está presidida por dos torres que flanquean un gran frontón triangular y cobijan unas pilastras gigantes entre las que se sitúan las puertas y dos balcones. Sólo los revestimientos de teja vidriada de las torres y la cúpula son de tradición propiamente valenciana. 
En el interior se observa también el imponente orden clásico en los muros, y son de destacar el templete del altar mayor en forma de tabernáculo y las pinturas con perspectivas fingidas realizadas en 1770 por Felipe Fontana. 
Hoy el monasterio es la sede de la delegación del Gobierno del Estado.